# 笠谷昌生
笠谷 昌生（かさや あきお、 1935年1月14日 -  2009年2月18日 ）は、北海道後志支庁岩内郡岩内町出身のスキージャンプ選手。北海道余市高等学校卒業後明治大学に進学、4回生のときスキー部主将を務める。実弟に札幌オリンピック金メダリストの笠谷幸生がいる。

## 来歴・人物
ジャンプを始めたのが高校入学直前と非常に遅かったが、それからわずか2年で大人達を打ち負かす活躍を見せ「神童」と呼ばれた。当時は余市高校スキー部黄金時代でインターハイでは同僚久蔵が優勝し早稲田大学へ、笠谷は明治へ、青山選手は日本大学へとそれぞれ進学し、各大学のスキー部主将に就き、ライバルの関係は大学入学後も続いた。主将時には自衛隊員から大学生へ進路変更した距離の年配の小西がいたが、部内では統率力を発揮し、ノルデックの部は完全優勝を果たし、インカレ総合優勝に導いた。大学卒業後はスキー新勢力の羽幌炭鉱に所属、兄侃弘の力を借りて羽幌に50m級のジャンプ台（当時は大倉シャンツェと並ぶ大型シャンツェだった）を完成させたほか、国内外の競技会に出場した。1960年の全日本選手権で弟の笠谷幸生に敗れたことを機に幸生に将来を託して現役を引退。
引退後は羽幌炭鉱の監督となり、幸生を始め、ジャンプや距離の後進の育成に励んだが、コーチとなって間もなく、ビデオカメラを導入して映像で踏み切り動作を解析するという現在では当たり前になっている方法を日本で初めて取り入れている。
1966年に全日本チームのコーチに就任、新任コーチ時代には既に海外遠征の経験が豊富だった幸生に逆に教えられる屈辱もあったがそれを機に英会話能力を身につけるなどコーチとしての技術を高め、その努力は1972年札幌オリンピックの70m級で幸生を筆頭に日本勢が表彰台を独占する快挙となって花開くこととなったほか、その人望もあり、後に国際大会でコーチ会議が紛糾したときに最終意見が求められるまでになった（アルペンはトニー・ザイラー、ジャンプは笠谷昌生と言われた）。
その後は東日本観光サービス専務の他国際費系審判員や世界スキー連盟ジャンプ委員会委員、全日本スキー連盟ジャンプ部長、強化委員会委員長、国際スキー連盟ジャッジなどを務めた。指導者としての功績により、1984年に北海道新聞スポーツ賞、1997年にミズノスポーツメントール賞を受賞した。
2009年2月18日、肺炎のため死去した。74歳没。

## 註
1. ↑  第38回全日本ノルディック・スキー選手権第四日 - 北海道新聞1960年2月15日朝刊4面
2. ↑  いい汗いい話 伊東龍治「笠谷兄努力で世界的コーチ」 - 北海道新聞2001年11月22日夕刊5面
3. ↑  藤沢（早大）が初優勝HBC杯ジャンプ - 北海道新聞1965年3月5日朝刊6面
4. ↑  ひと92新しい全日本スキー連盟ジャンプ部長笠谷昌生さん - 北海道新聞1992年11月7日朝刊3面
5. ↑  北海道新聞社. “北海道新聞スポーツ賞”. 2007年12月4日閲覧。
6. ↑  ミズノスポーツ振興会. “第8回（1997年度）”. ミズノスポーツメントール賞. 2007年12月4日閲覧。
7. ↑  朝日新聞. “笠谷昌生さん死去 元全日本スキー連盟ジャンプ部長”. 2009年2月19日閲覧。